# Облигатные анаэробы

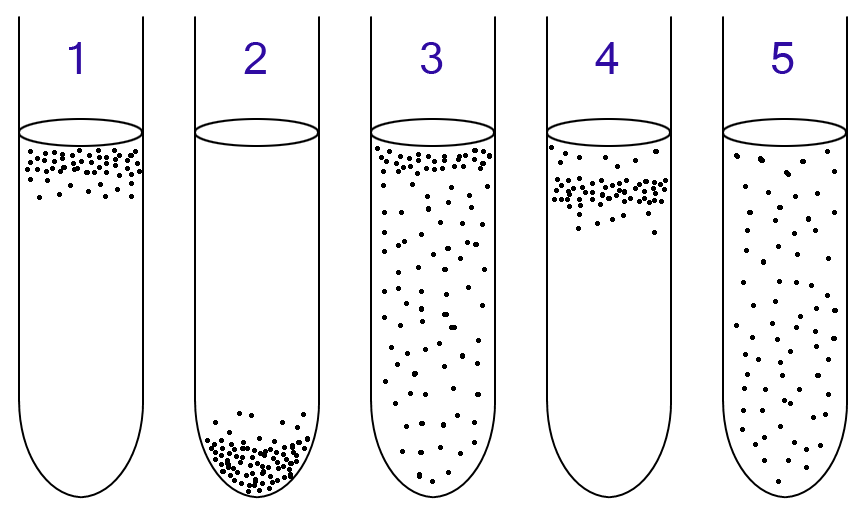
Анаэробные и аэробные бактерии можно различить, выращивая их на жидкой питательной среде и наблюдая, какие зоны в пробирке они занимают.
1 — облигатный аэроб;
2 — облигатный анаэроб;
3 — факультативный анаэроб;
4 — микроаэрофил;
5 — аэротолерантная бактерия.

Облига́тные (стро́гие) анаэро́бы — анаэробные организмы, живущие и растущие только при отсутствии молекулярного кислорода в среде, он для них губителен. 

## Метаболизм
Распространено представление, что облигатные анаэробы погибают в присутствии кислорода из-за отсутствия ферментов супероксиддисмутазы и каталазы, которые перерабатывают смертельный супероксид, образующийся в их клетках при наличии кислорода. Хотя в некоторых случаях это действительно так, тем не менее, у некоторых облигатных анаэробов была обнаружена активность вышеупомянутых ферментов, а в их геномах были найдены гены, ответственные за эти ферменты и родственные белки. К таким облигатным анаэробам относятся, например, Clostridium butyricum и Methanosarcina barkeri. И всё же эти организмы неспособны существовать в присутствии кислорода. 
Имеется несколько других гипотез, объясняющих, почему строгие анаэробы чувствительны к кислороду:
1. Разлагаясь, кислород увеличивает окислительно-восстановительный потенциал среды, а высокий потенциал, в свою очередь, подавляет рост некоторых анаэробов. Например, метаногены растут при окислительно-восстановительном потенциале менее -0,3 V.
2. Сульфид является неотъемлемой составляющей некоторых ферментов, а молекулярный кислород окисляет сульфид до дисульфида и тем самым нарушает активность фермента.
3. Рост может подавляться отсутствием доступных для биосинтеза электронов, так как все электроны идут на восстановление кислорода.

Наиболее вероятно, что чувствительность строгих анаэробов к кислороду обусловлена этими факторами в совокупности  .
Вместо кислорода облигатные анаэробы используют альтернативные акцепторы электронов для клеточного дыхания, как то: сульфаты, нитраты, железо, марганец, ртуть, угарный газ (CO). Например, сульфатредуцирующие бактерии, в большом количестве обитающие в придонных морских отложениях, обусловливают запах тухлых яиц в этих местах из-за выделения сероводорода. Энергия, выделяющаяся при таких дыхательных процессах, меньше, чем при кислородном дыхании, и вышеперечисленные альтернативные акцепторы электронов не дают равное количество энергии.

## Представители
Bacteroides и Clostridium могут служить примерами неспорообразующих и спорообразующих строгих анаэробов соответственно. 
Другими примерами облигатных анаэробов являются Peptostreptococcus, Treponema, Fusiform, Porphyromonas, Veillonella и Actinomyces. 